# T-VIS
Het T-VIS (Toyota Variabel Inductie Systeem) is een systeem bestaande uit een rij van 4 vlinderkleppen die in het inlaatspruitstuk zijn gemonteerd en die bij een toerental van rond de 4400 RPM openen om meer werveling te bewerkstelligen in de verbrandingsruimte.